# Pennsylvania State University
Die Pennsylvania State University (auch Staatliche Universität von Pennsylvania oder Penn State, PSU) ist eine der ältesten staatlichen Universitäten der USA. 2019 war die Penn State gemessen an der Zahl der Studierenden mit 91.427 Lernenden die größte Präsenzuniversität der USA. Der Hauptcampus gilt als einer der schönsten der USA. Insgesamt hat die Universität 24 Standorte, verteilt in Pennsylvania; außerdem bietet sie Online-Kurse am sogenannten „World Campus“.
Die Hochschule gehört zu den besten staatlichen Universitäten der USA, eine sogenannte Public Ivy, und ist Mitglied der Association of American Universities, einem seit 1900 bestehenden Verbund führender forschungsintensiver nordamerikanischer Universitäten.
Sie ist nicht zu verwechseln mit der University of Pennsylvania (auch Penn oder UPenn genannt), einer privaten Ivy-League Universität im selben Bundesstaat.

## Geschichte
Die Universität wurde als College der  Pennsylvania State Agricultural Society im Jahr 1855 gegründet. 1882 kamen zu den landwirtschaftlichen Studiengängen ingenieurwissenschaftliche, womit die PSU zu den zehn größten Ingenieurcolleges der USA gehörte. 1936 waren über 5000 Studierende eingeschrieben und Präsident Ralph Hetzel begründete weitere Campusbereiche in Pennsylvania, um auch denen eine Möglichkeit zum Studium zu geben, die ihre Heimatregion nicht verlassen konnten. Unter der Präsidentschaft von Milton Eisenhower, dem Bruder des damaligen US-Präsidenten Dwight D. Eisenhower, seit 1953 bekam die Universität ihren heutigen Namen und wuchs weiter; 1970 waren über 40.000 Studenten immatrikuliert. 1987 wurde das  Pennsylvania College of Technology in Williamsport Teil der PSU, 1997 auch die  Dickinson School of Law.

## Organisation
Die PSU wird von einem Präsidenten geleitet, ihn unterstützen im President’s Council 12 Vizepräsidenten, ein Provost mit Stellvertreter, der Chief Executive Officer der medizinischen Fakultät sowie ein Director für das Board of Trustees. Gewählt und kontrolliert wird die Universitätsleitung vom Board of Trustees, dem Mitglieder von Amts wegen und vom Gouverneur ernannte angehören sowie von Alumni, der Agrargesellschaft und Wirtschaftsunternehmen gewählte.

### Colleges

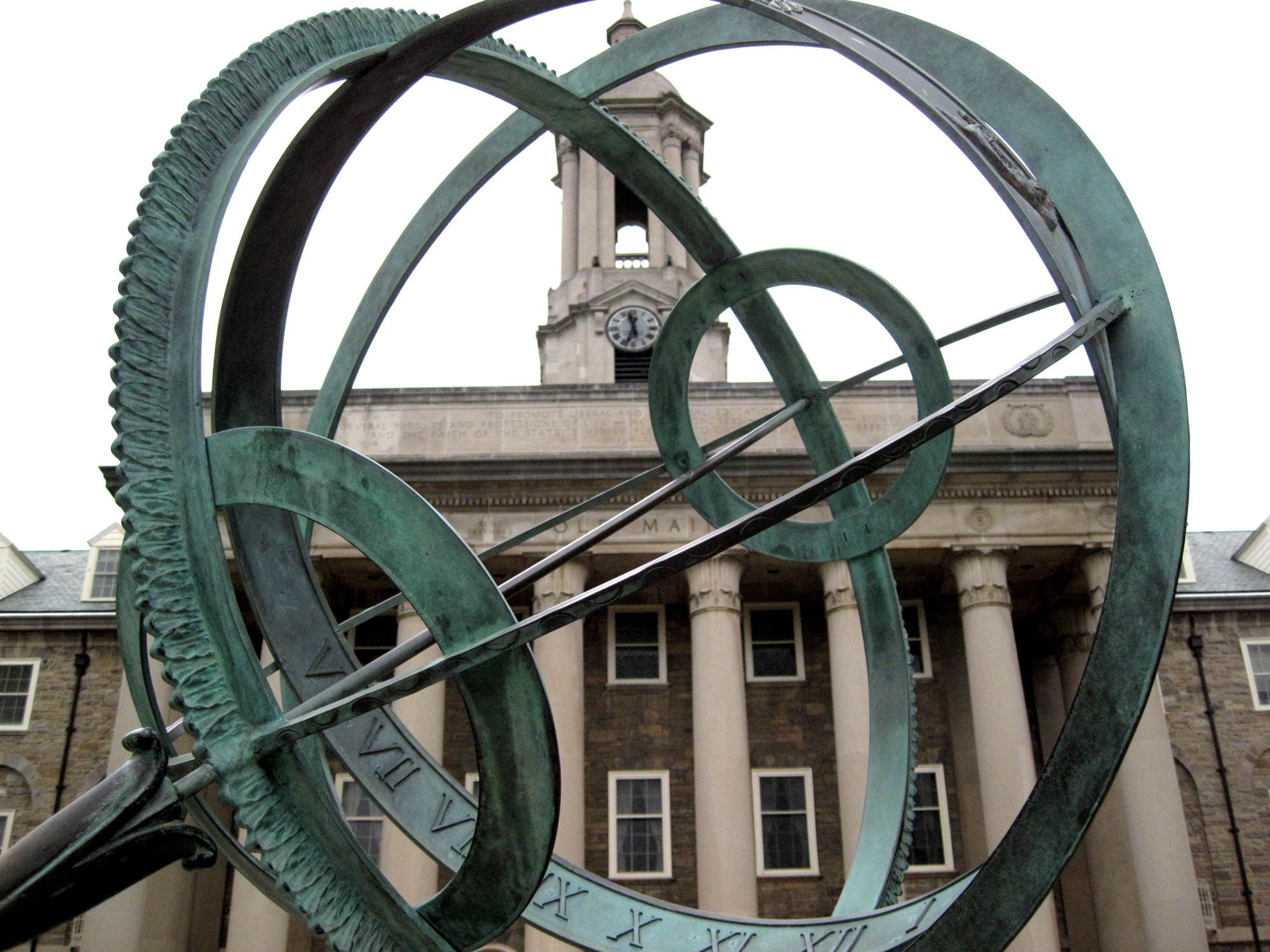
Campus mit Old Main, erbaut 1863

Die PSU ist in 13 Colleges und vier Schools gegliedert, hinzu kommen weitere zentrale Einrichtungen.
- College of Agricultural Sciences (Agrarwissenschaften)
- College of Arts and Architecture (Kunst und Architektur)
- Smeal College of Business (Wirtschaftswissenschaft)
- College of Communications (Telekommunikation)
- College of Earth and Mineral Sciences (Mineralogie)
- College of Education (Erziehungswissenschaft)
- College of Engineering (Ingenieurwissenschaften)
- College of Health and Human Development (Gesundheitswissenschaften)
- College of Information Sciences and Technology (Informationstechnik)
- College of the Liberal Arts
- College of Medicine (Medizin)
- Eberly College of Science (Naturwissenschaft)
- Schreyer Honors College
- Graduate School
- School of International Affairs (Internationale Beziehungen)
- School of Law (Rechtswissenschaft)
- School of Nursing (Gesundheits- und Krankenpflege)

### Standorte

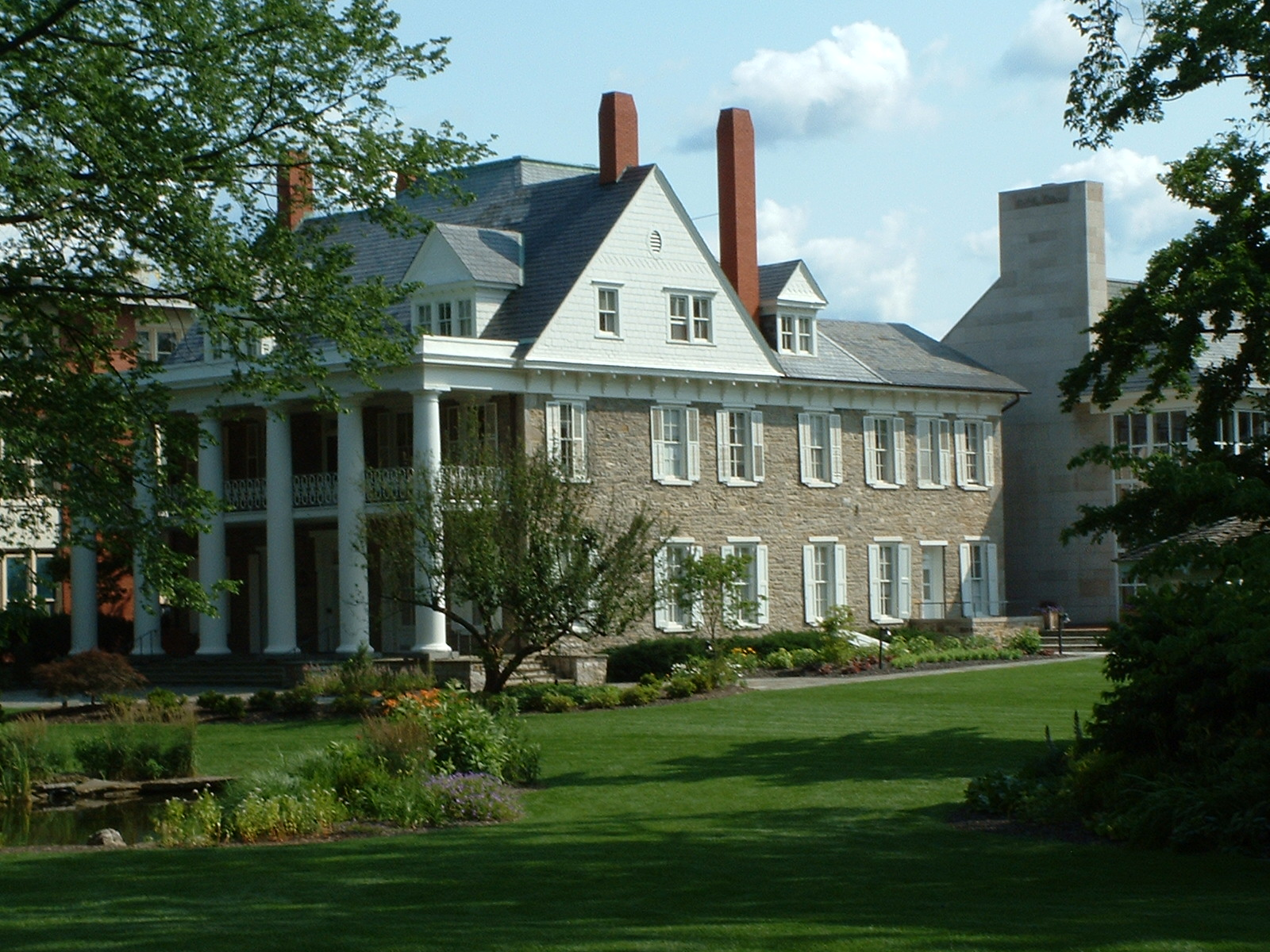
Das University House, erbaut 1864

Die Campusbereiche der PSU verteilen sich über Pennsylvania:
- Hauptcampus University Park (University Park)
- Commonwealth Campus:
  - Penn State Abington
  - Penn State Altoona
  - Penn State Berks
  - Penn State Beaver
  - Penn State Delaware County
  - Penn State DuBois
  - Penn State Erie, The Behrend College
  - Penn State Fayette, The Eberly Campus
  - Penn State Harrisburg
  - Penn State Hazleton
  - Penn State Lehigh Valley
  - Penn State McKeesport
  - Penn State Mont Alto
  - Penn State New Kensington
  - Penn State Schuylkill County
  - Penn State Shenango
  - Penn State Wilkes-Barre
  - Penn State Worthington Scranton
  - Penn State York
- Special Mission Campus:
  - Penn State Great Valley School of Graduate Professional Studies
  - Penn State Hershey Medical Center and College of Medicine
  - Pennsylvania College of Technology
  - The Dickinson School of Law of the Pennsylvania State University
  - Penn State World Campus – Online-Ausbildung

## Zahlen zu den Studierenden
Im Herbst 2021 waren 88.914 Studierende an der Penn State eingeschrieben, im Herbst 2020 89.816. 2020 strebten 74.446 (82,9 %) ihren ersten Studienabschluss an, sie waren also undergraduates. Von diesen waren 46 % weiblich und 54 % männlich; 7 % bezeichneten sich als asiatisch, 6 % als schwarz/afroamerikanisch, 8 % als Hispanic/Latino und 2 % hatten keine Angaben gemacht. 15.370 (17,1 %) arbeiteten auf einen weiteren Abschluss hin, sie waren graduates.
2011 waren es 86.205 Studierende gewesen. Sie waren an den 24 Standorten der PSU eingeschrieben, davon 45.000 auf dem Hauptcampus und Verwaltungssitz University Park, 33.000 auf den Commonwealth Campuses, 6.000 auf dem PA College of Tech, 629 an der Dickinson School of Law und 787 am Hershey Medical Center.

## Sport
Die Sportteams der PSU sind die Nittany Lions. Die Hochschule ist Mitglied der Big Ten Conference.

## Bekannte Absolventen
- John Aniston (1933–2022), Schauspieler
- Casey Bailey (* 1991), Eishockeyspieler
- Saquon Barkley (* 1997), American-Football-Spieler
- Paul Berg (1926–2023), Chemiker, Nobelpreisträger 1980
- William Binney (* 1943), ehem. Kryptoanalytiker der National Security Agency (NSA) und Whistleblower[14]
- Guion Stewart Bluford (* 1942), Astronaut
- Roscoe O. Brady (1926–2016), Biochemiker
- Carmen Finestra (* 1947), Filmproduzent und Schauspieler
- Jonathan Frakes (* 1952), Schauspieler und Regisseur
- Brian Gratz (* 1981), Eishockeyspieler, -trainer und -funktionär
- Jack Ham (* 1948), American-Football-Spieler
- Franco Harris (1950–2022), American-Football-Spieler
- John Michael Krois (1943–2010), Philosoph
- Summer Lee (* 1987), Politikerin
- Will Levis (* 1999), American-Football-Spieler
- Steve McCurry (* 1950), Fotojournalist
- Lenny Moore (* 1933), American-Football-Spieler
- David Morrell (* 1943), Schriftsteller
- J. Bonnie Newman (* 1945), Hochschullehrerin und Politikerin
- Mike Munchak (* 1960), American-Football-Spieler
- Michael Pearson (* 1949), Schriftsteller und Hochschullehrer
- Matt Rhule (* 1975), American-Football-Trainer
- Maury Schleicher (1937–2004), American-Football-Spieler
- William E. Ward (* 1949), General der US Army
- Jim Keller (* 1958 oder 1959), Ingenieur für Mikroprozessoren
- Keegan-Michael Key (* 1971), Schauspieler und Komiker